# Roman Kenk

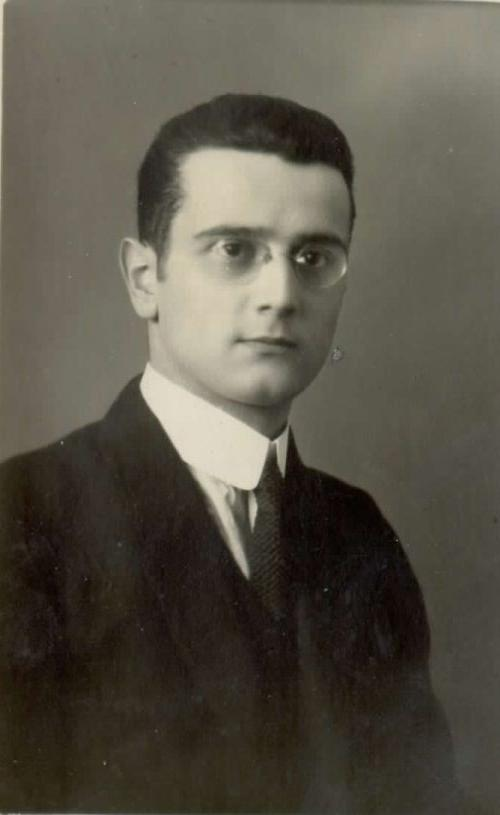
Roman Kenk in de jaren 1920

Roman Kenk (Ljubljana, 25 november 1898 - Washington D.C., 2 oktober 1988) was een in Slovenië geboren Amerikaanse zoöloog, die zich specialiseerde in de studie van de morfologie, ecologie en taxonomie van zoetwaterplatwormen en trilhaarwormen (Turbellaria).
Hij studeerde aan de universiteit van Graz en was van 1921 tot 1938 verbonden aan de universiteit van Ljubljana, behalve in 1931-32, toen hij aan de universiteit van Virginia werkte. In 1938 emigreerde hij naar Puerto Rico en in 1942 werd hij Amerikaans staatsburger. Hij was tot 1948 hoogleraar aan de universiteit van Puerto Rico, waarna hij naar Washington, D.C. verhuisde waar hij werkte in de Library of Congress. Na zijn pensionering in 1966 werd hij onderzoeker  in het National Museum of Natural History, waar hij tot 1987 werkte aan de uitbouw van de verzameling platwormen en de bijhorende documentatie.
Diverse taxa ongewervelde dieren zijn naar hem genoemd, waaronder het platwormengeslacht Kenkia en de platwormenfamilie Kenkiidae.